# Fællesrepræsentationen for specialklubber for stående jagthunde i Danmark
Fællesrepræsentationen for specialklubber for stående jagthunde i Danmark (FJD) er en sammenslutning af 13 specialklubber, der hver repræsentere en stående jagthunderace.
FJD er organiseret under Dansk Kennel Klub (DKK).
Klubberne i FJD udgør tilsammen en medlemsskare på ca. 5.000 medlemmer.
FJD er organisatorisk opbygget af formændene for de respektive specialklubber, der herved udgør den samlede bestyrelse. FJD ledes af en formand og en næstformand, som repræsenterer FJD i Dansk Jagthundeudvalg (DJU).
FJD udgiver foreningens blad ”Jagthunden”.

## Ekstern henvisning
- Den officielle hjemmeside for Fællesrepræsentationen for specialklubber for stående jagthunde i Danmark (FJD). Arkiveret 2. juni 2014 hos  Wayback Machine